# Rábatamási
Rábatamási é um município da Hungria, situado no condado de Győr-Moson-Sopron. Tem 21,77 km² de área e sua população em 2015 foi estimada em 934 habitantes.